# 新潟市江南区文化会館
新潟市江南区文化会館（にいがたしこうなんくぶんかかいかん）は、新潟県新潟市江南区にあるホール施設。

## 概要
音楽演劇ホール、公民館、図書館、郷土資料館の4つの機能を併せ持つ施設として2012年（平成24年）10月6日にオープンした。
北区文化会館や秋葉区文化会館と同様に新潟市の合併建設計画のもとで事業が進められた。
2013年（平成25年）にはグッドデザイン賞を受賞している。

## 周辺
亀田総合運動公園（アスパーク亀田）に隣接している。

## 交通アクセス
- JR亀田駅西口より南西へ徒歩50分[1]（同駅には無料レンタサイクルもある）
  - 同駅西口から江南区区バスで約10分、「アスパーク亀田」下車後すぐ
  - 同駅西口から住民バス「カナリア号」で約18分、「アスパーク亀田」下車後すぐ